# 普卢加斯泰勒-达乌拉斯
普卢加斯泰勒-达乌拉斯（法語：Plougastel-Daoulas，法語發音：[pluɡastɛl daulas]）是法国菲尼斯泰尔省的一个市镇，位于该省西部，属于布雷斯特区。

## 地理
普卢加斯泰勒-达乌拉斯（48°22'21"N, 4°22'14"W）面积46.83 平方千米，位于法国布列塔尼大區菲尼斯泰尔省，该省份为法国最西部的省份，位于布列塔尼半岛西部，北西南三面环大西洋，东临阿摩尔滨海省和莫尔比昂省。
与普卢加斯泰勒-达乌拉斯接壤的市镇（或旧市镇、城区）包括：洛戈纳达乌拉斯、洛佩雷特。
普卢加斯泰勒-达乌拉斯的时区为UTC+01:00、UTC+02:00（夏令时）。

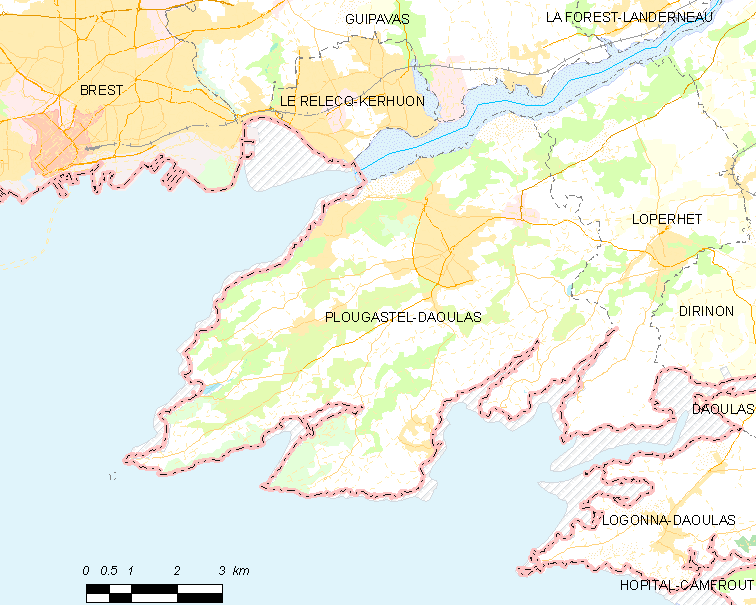
普卢加斯泰勒-达乌拉斯的OSM定位图

## 行政
普卢加斯泰勒-达乌拉斯的邮政编码为29470，INSEE市镇编码为29189。

## 政治
普卢加斯泰勒-达乌拉斯所属的省级选区为吉帕瓦县。

## 交通
法国国道N165线和菲尼斯泰尔省省道D29线、D33线、D33A线在普卢加斯泰勒-达乌拉斯境内交汇。

## 人口
普卢加斯泰勒-达乌拉斯于2022年1月1日时的人口数量为13431人。

1962-2008年间普卢加斯泰勒-达乌拉斯人口变化图示